# Heimen Germans

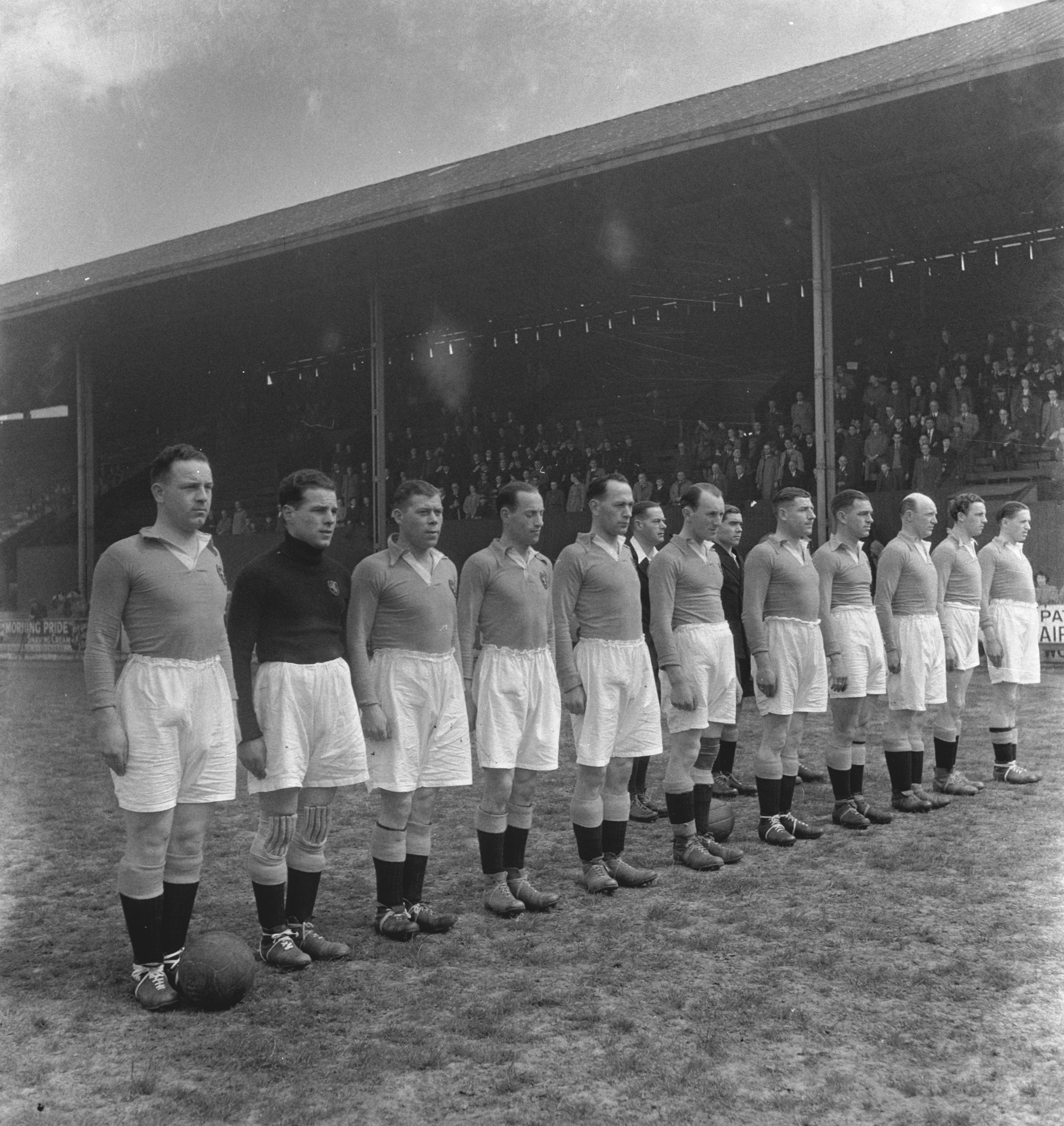
Heimen Germans met een Nederlands militair elftal dat in april 1942 tegen een Frans elftal speelde in Griffin Park in Brentford

Sergeant Heimen Germans (Haarlemmerliede, 13 augustus 1909 - Hedel, 25 april 1945) was militair tijdens de Tweede Wereldoorlog.
Germans was voor de oorlog enthousiast voetballer en lid van voetbalvereniging Spaarndam.

## Militair
Tijdens de mobilisatie  werd hij opgeroepen om dienst te nemen. In Engeland werd hij toegevoegd bij de Prinses Irene Brigade. Hij kreeg een parachutistenopleiding en landde als parachutist in juni 1944 in Normandië. 
Operatie Orange
Van Normandië trok Germans met de Irene Brigade door België naar Nederland. Hij was ingedeeld bij het 4de peloton onder commando van Luitenant Rueb, en was betrokken bij Operatie Orange, die op 22 april om middernacht van start ging. De Irene Brigade zou bij Hedel de Maas oversteken en de Engelsen zouden bij Alem de Maas oversteken. Ze zouden elkaar in Kerkdriel weer treffen.
Aangezien er tyfus in de Bommelerwaard heerste, verwachtten de geallieerden hier niet veel Duitsers meer aan te treffen. Dat viel tegen. Ter voorbereiding van Operatie Orange werden enkele verkenningstochten gemaakt. De Engelse marine had hiervoor geruisloze Buffalo landingsbootjes om de Maas over te kunnen steken en landingsplaatsen te testen. Op 20 april bleek dat de noordelijke oever door de Duitsers ondermijnd was.
Het 2de peloton, met Lt Rueb en onder meer Germans, zat in de omgeving van het viaduct onder de weg Den Bosch-Zaltbommel. De commandopost was in een kapotgeschoten slagerij aan het Kleinveld. Hier moest de Irene Brigade verhinderen dat de Duitsers Hedel introkken. In de vroege ochtend van 25 april 1945 werd het 4de peloton aangevallen. Germans is een van de twaalf militairen van de Irene Brigade die bij de Slag bij Hedel omkwam. Hij werd van achteren door een kogel getroffen en overleed ter plekke.

## Graven
Germans werd op 25 april 1945 tijdelijk in een kleine dorpstuin in Hedel begraven. Later werd hij per auto naar Spaarndam overgebracht. De begrafenis aldaar vond plaats op vrijdag 3 augustus. De kist was met de Nederlandse vlag toegedekt en werd door tien strijdmakkers gedragen. Luitenant Rueb, zijn commandant in Hedel, woonde de begrafenis bij en legde namens het 4de peloton een krans. Bij het graf stond een kruis met een helm. In de 60'er jaren heeft de Oorlogsgravenstichting het graf vernieuwd. Zijn weduwe is daar bijgezet.